# Calidó (fill de Testi)
Segons la mitologia grega, Calidó (en grec antic: Καλυδών) va ser un fill de Testi.
Testi havia tornat de Sició després d'una llarga absència i va trobar Calidó al jaç de la seva mare. Va pensar equivocadament en una relació incestuosa i els va matar. Més endavant va reconèixer el seu error i es va llançar al riu Àxenos, que a partir d'aquell moment es va dir Testi i més tard Aqueloos.